# La Puritaine
Pour plus de détails, voir Fiche technique et Distribution.
La Puritaine est un film français réalisé par Jacques Doillon, sorti en 1986.

## Fiche technique
- Titre français : La Puritaine
- Réalisation : Jacques Doillon
- Scénario : Jacques Doillon et Jean-François Goyet
- Photographie : William Lubtchansky
- Pays d'origine : France
- Format : Couleurs - Mono
- Genre : drame
- Durée : 86 minutes
- Date de sortie : 1986

## Distribution
- Michel Piccoli : Pierre
- Sabine Azéma : Ariane
- Sandrine Bonnaire : Manon
- Laurent Malet : François
- Brigitte Coscas : La taille de Manon
- Anne Coesens : La voix de Manon
- Corinne Dacla : L'oreille de Manon
- Jessica Forde : La main de Manon